# Törpe ámbráscet
A törpe ámbráscet (Kogia sima) az emlősök (Mammalia) osztályának párosujjú patások (Artiodactyla) rendjébe, ezen belül a törpe ámbráscetfélék (Kogiidae) családjába tartozó faj.

## Származása, elterjedése
Megtalálható a sarkvidéki területek kivételével minden óceánban. A genetikai vizsgálatok alapján úgy tűnik, hogy az Atlanti-óceánban élő populációja már olyan régen elkülönült az indopacifikustól, hogy külön fajoknak kellene tekinteni őket. A meglévő, meglehetősen kevés adat alapján populációjának alakulása (gyarapodása vagy fogyása) sem ítélhető meg. Ennek fő oka, hogy természetes élőhelyén (a vízben) fajra meghatározása egyáltalán nem könnyű, különösen felülnézetben. A Földközi-tengerben mindössze egyszer figyelték meg; ennek alapján nem ítélhető meg, hogy téves meghatározás volt-e, tényleg él-e ott (csak igen ritka) vagy egyedi, eltévedt példányról van-e szó.

## Megjelenése, felépítése
2,1–2,7 méter hosszú, tömege 135–275 kilogramm; ezzel a három ámbráscetfaj közül a legkisebb. Egyik legszembetűnőbb tulajdonsága a szeme mögötti, kopoltyúszerű mintázat. Állkapcsa alulnézetben cápaszerű benyomást kelt. A háta szürkésfehér, a hasa sárgásfehér.

## Életmódja, élőhelye

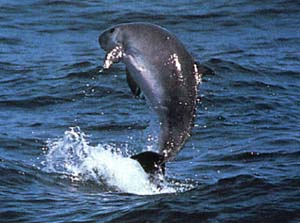
A vízből kiszökő példány

A partközeli vizekben él. Fő táplálékai a mélyvízi fejlábúak, de halakat és rákokat is eszik; ezekért esetenként akár 300 méter mélyre is hajlandó lemerülni. A Dél-Afrika körüli vizekben 38, általa többé-kevésbé rendszeresen zsákmányolt fajt azonosítottak.
Magányosan vagy kis, legfeljebb 10 egyedből álló csoportokban él. A ragadozók elől menekülve vörösesbarna bélváladékot bocsát ki, ami felhőként terül szét mögötte.
Kilenc hónapos vemhesség után egy borjat hoz világra.
Félénk, nehezen tanulmányozható. Az Európai Unióban a „természetvédelmi szempontból jelentős állatfajok” közé sorolják.

## Gazdasági jelentősége
Célzottan sosem vadászták, de a bálnavadászok időnként zsákmányoltak egy-egy példányt, amúgy mellékesen. Kereskedelmi forgalomba csak jelentéktelen mértékben került.

## Rokon fajok
Ennek az állatnak a legközelebbi rokonai és a Kogia emlősnem másik fajai, a ma is élő kis ámbráscet (Kogia breviceps), valamint a fosszilis Kogia pusilla.